# José Ruiz de Giorgio
José Ruiz de Giorgio (Punta Arenas, 7 de abril de 1936) es un dirigente y político chileno, militante del Partido Demócrata Cristiano (PDC). Se desempeñó como senador en representación de la Circunscripción n° 19 (Región de Magallanes y de la Antártica Chilena) durante el período legislativo 1990-1998, siendo reelegido para el período 1998-2006.

## Familia y estudios
Nació en la ciudad de Punta Arenas, el 7 de abril de 1936. Es hijo de José Atilio Ruiz Saraos y de Ema de Giorgio.
El 21 de marzo de 1958, contrajo matrimonio con Silvia Dos Santos Fernández, con quien tuvo cuatro hijos.
Sus estudios básicos y secundarios los realizó en Punta Arenas y completó en la Escuela Naval. Luego, en 1953 se embarcó como pilotín de la Marina Mercante, obteniendo con distinción el título de Patrón Regional de la Quinta Zona.
Posteriormente, se incorporó a la Empresa Nacional del Petróleo, (ENAP), en 1955, donde ocupó distintos cargos hasta 1988; llegó a ser jefe de Sección de Transporte Marítimo en 1961, en que tomó bajo su responsabilidad el comando de todas las naves ENAP-Magallanes. Es uno de los dirigentes sindicales que ha recibido el "Premio Manuel Bustos Huerta".

## Trayectoria política
Inició su trayectoria política en 1958, cuando se incorporó al Partido Demócrata Cristiano (PDC), del cual llegó a ser vicepresidente nacional; luego, en 1964 asumió la tarea de fundar en su ciudad natal una sede de su partido, siendo el presidente; y así también, fundó el partido y lo presidió, en la comuna de Primavera en Tierra del Fuego; y en varias oportunidades fue presidente provincial de Magallanes.
Dirigió sus esfuerzos para la creación de una Pastoral Obrera y una Comisión de Justicia y Paz del Obispado de Punta Arenas. Asimismo, junto al cardenal Raúl Silva Henríquez y otras relevantes personalidades conformaron una Comisión Sudamericana de Paz.
Sus actividades laborales se vincularon con la defensa de los trabajadores y de Chile. De este modo, fue elegido presidente del «Comando Nacional de Trabajadores del Petróleo» en 1967, ejerciendo hasta 1987. Fue además, fundador y vicepresidente del «Comando Nacional de Trabajadores». Más adelante, en 1982, ocupó la presidencia del Sindicato de Trabajadores de ENAP-Magallanes, siendo reelegido por dos períodos consecutivos.
En las elecciones parlamentarias de 1989, compitió por un cupo en el Senado, por la 19.ª Circunscripción, correspondiente a la XII Región de Magallanes y la Antártica Chilena, por el período legislativo 1990-1998. Obtuvo 35.220 votos, equivalentes al 44,61% del total de los sufragios válidamente emitidos, resultando electo con la primera mayoría. Allí logró un doblaje con el socialista Rolando Calderón. Integró la Comisión Permanente de Economía y Comercio; la de Trabajo y Previsión Social; y la de Intereses Marítimos, Pesca y Acuicultura.
En las elecciones parlamentarias de 1997 fue reelecto como senador, por la misma Circunscripción n° 19, por el período 1998-2006; obtuvo nuevamente la primera mayoría con 18.003 votos, equivalentes al 30,67% de los sufragios válidos. Integró la Comisión Permanente de Trabajo y Previsión Social; la de Intereses Marítimos, Pesca y Acuicultura, que más adelante presidió.
En las elecciones parlamentarias de 2005 decidió no participar para la reelección, entregándo su cupo al entonces diputado Zarko Luksic.

## Historial electoral

### Elecciones parlamentarias de 1989
- Elecciones Parlamentarias de 1989, candidato a senador por la Circunscripción 19, (Magallanes)[2]

| Candidato                 | Pacto                          | Partido | Votos  | %     | Resultado |
| ------------------------- | ------------------------------ | ------- | ------ | ----- | --------- |
| José Ruiz De Giorgio      | Concertación por la Democracia | PDC     | 35.220 | 44,61 | Senador   |
| Luis Danus Covián         | Democracia y Progreso          | ILB     | 19.230 | 24,36 |           |
| Rolando Calderón Aránguiz | Concertación por la Democracia | ILA     | 17.062 | 21,61 | Senador   |
| Eduardo Doberti Guic      | Democracia y Progreso          | RN      | 5.332  | 6,75  |           |
| Gerardo Álvarez Rodríguez | Alianza de Centro              | ILD     | 2.099  | 2,66  |           |

### Elecciones parlamentarias de 1997
- Elecciones Parlamentarias de 1997, candidato a senador por la Circunscripción 19, (Magallanes)[3]

| Candidato                      | Pacto                          | Partido | Votos  | %     | Resultado |
| ------------------------------ | ------------------------------ | ------- | ------ | ----- | --------- |
| José Ruiz De Giorgio           | Concertación por la Democracia | PDC     | 18.003 | 30,67 | Senador   |
| Rolando Calderón Aránguiz      | Concertación por la Democracia | PS      | 16.165 | 27,54 |           |
| Sergio Fernández Fernández     | Unión Por Chile                | ILB     | 14.187 | 24,17 | Senador   |
| Vicente Karelovic Vrandecic    | Unión Por Chile                | ILB     | 7.132  | 12,15 |           |
| Domingo Antonio Pavlov Miranda | La Izquierda                   | PC      | 2007   | 3,42  |           |
| Ximena Pizarro Rojas           | Humanista                      | PH      | 1.198  | 2,04  |           |